# Ameixoeira (Lisboa)
Ameixoeira (phát âm: /ɐmɐiʃu'ɐiɾɐ/) là một giáo khu Bồ Đào Nha. Giáo khu này nằm ở đô thị Lisboa. Giáo khu này có dân số 9.644 người và tổng diện tích 1,62 Km².